# Provincia de Venezuela
La provincia de Venezuela o provincia de Caracas fue una antigua provincia perteneciente al Imperio español, creada con la finalidad de organizar mejor la administración de parte de los territorios denominados de Tierra Firme (hoy Venezuela, Colombia y Panamá). Su límite occidental estaba situado en el Cabo de la Vela en la península de la Guajira (cerca de la actual frontera entre Venezuela y Colombia), mientras que por el este su superficie se extendía hasta Maracapana, cerca de la ciudad de Barcelona, capital del actual Estado Anzoátegui. 
A partir de la creación de la intendencia de Caracas en 1776, el nombre «Venezuela» pasó a designar oficialmente al territorio sobre el que en 1777 fue creada la Capitanía General de Venezuela. Esta nueva entidad englobó a las provincias de Venezuela, Cumaná, Guayana y Maracaibo, Mérida e islas de Trinidad y Margarita.

## Historia

### Gobernadores alemanes en la provincia de Venezuela
Su creación tiene origen en la fundación de Coro en 1527 por Juan de Ampíes, que figura como su primer gobernador. Poco tiempo después de la muerte de Alonso de Ojeda explorador de las costas de la actual Venezuela, el rey Carlos I emitió una real cédula el 27 de marzo de 1528, mediante la cual declaraba constituida la provincia de Venezuela en el territorio que se encuentra entre «…el cabo de La Vela o del fin de los límites y términos de la dicha Gobernación de Santa Marta hasta Maracapana, leste oeste norte y sur de la una mar a la otra, con todas las islas que están la dicha costa, ecebtadas las que están encomendadas y tiene a su cargo el factor Juan de Ampíes».
El 28 de marzo de 1528 el rey Carlos I, a su vez en rol de Carlos V, Emperador del Sacro Imperio Romano Germánico, expidió la Capitulación de Madrid, arrendando temporalmente la provincia de Venezuela a la familia de banqueros alemanes Welser de Augsburgo, lo que dio pasó a la creación del Klein-Venedig o Welserland (como se le conocía en el Sacro Imperio Romano Germánico en esa época), siendo los primeros europeos germánicos que iniciaron el proceso conquistador y colonizador en América.
En la capitulación se estipulaba que dichos territorios fuesen cedidos a la familia Welser para su explotación, con la condición de realizar la fundación de ciudades en el interior del territorio, repartir tierras, evangelizar a los indios y en general, ejercer el gobierno y ayudar a España a organizar los nuevos territorios. El primer gobernador fue Ambrosius Ehinger (o Alfinger), que utilizó como base la isla de La Española, donde los Welser habían fundado dos ciudades y tres fortificaciones. Desde allí Alfinger inició su expedición en 1529, llegó a la colonia de Santa Ana de Coro el 24 de febrero, exploró la ribera del Lago de Maracaibo y fundó la ciudad del mismo nombre.
Alfinger murió en 1533 asesinado por los indios. A Alfinger le sucederán como gobernadores y exploradores de sus territorios en Venezuela otros alemanes, como Nicolás Federmann, Bartholomeus Sayler, Georg von Speyer (o Jorge de Spira), Heinrich Rembolt, Philipp von Hutten y Bartholomeus Welser, quienes recorrieron la cuenca occidental del Orinoco, Los Llanos y los Andes septentrionales llegando hasta la sabana de Santa Fe de Bogotá (actual Colombia) en el caso de Federmann. 
Las riquezas del fabuloso El Dorado representaban el principal interés de la familia Welser para saldar la deuda contraída por Carlos I, así como lograr encontrar el Mar del Sur (Estrecho de Magallanes), pero sus esfuerzos exploratorios no fueron exitosos en encontrar ninguna de ellas, mas si señalaron el camino para la futura conquista del territorio venezolano.
El asesinato de Philipp Von Hutten y Bartholomeus Welser en 1546 a manos de Juan de Carvajal, fundador de El Tocuyo con vecinos de Coro, marca el fin del predominio alemán en Venezuela, a pesar de que durante trece años los Welser hicieron gestiones ante las cortes de Madrid para que la corona les reintegrara sus antiguos privilegios. La concesión fue revocada definitivamente en 1546 por el desorden general mostrado por la administración de los Welser, así como por el choque de intereses entre dichos mercenarios y los conquistadores españoles que exploraban estos territorios desde distintas jurisdicciones como Santa Marta, Bogotá y El Tocuyo, entre otros. 
Nuevamente bajo administración directa de la Corona española, la capital fue trasladada de Coro a El Tocuyo y posteriormente a Caracas. Durante este periodo histórico se le conoció también como provincia de Coro. Sin embargo, Coro continuaría siendo la sede episcopal hasta el 18 de marzo de 1636.

### Conquista por parte de los españoles
La provincia de Venezuela o de Caracas, como después también se le denominaba, pasó a constituirse en una sola entidad a partir de 1777 junto con las de Cumaná, Barinas, Mérida-Maracaibo, Guayana, Trinidad y Margarita.
Se unifica de esta forma la Capitanía General de Venezuela, que años más tarde, durante el movimiento independentista, se constituye en una de las repúblicas americanas. Antes de ese año las diferentes provincias habían pertenecido en distintos períodos al Virreinato de Nueva Granada y/o a la Real Audiencia de Santo Domingo.

## Territorio
Al momento de su creación, la provincia de Venezuela incluía desde el Cabo de La Vela hasta Maracapana, sin especificar sus límites hacia el sur.
El 27 de mayo de 1568 con la designación de Diego Hernández de Serpa como primer gobernador de la provincia de Nueva Andalucía o de Cumaná se define la delimitación por el oriente de la provincia de Venezuela.
En 1577 con la creación de la provincia de La Grita (que llegaría a evolucionar en la provincia de Mérida y posteriormente en la provincia de Maracaibo) se comenzaría a definir sus límites en el interior del continente. En 1591 la creación de la provincia de Guayana delimitó por completo su límite sur.
El 28 de julio de 1634, una expedición de la Compañía Neerlandesa de las Indias Occidentales comandada por el almirante Johannes van Walbeeck, conquistó la isla de Curazao a pesar de la obstinada defensa que hicieron López de Moría y Juan Matheos. La reducida colonia española y casi toda la población de los indígenas arawacos, que se negaron a jurar obediencia a los Países Bajos, fueron expulsados y se refugiaron en las costas de Venezuela.
Una Real Cédula del 12 de febrero de 1742 de Felipe V de Borbón independizó a Venezuela de la jurisdicción del Virreinato de Nueva Granada:

He resuelto relevar y eximir al Gobierno y Capitanía General de la provincia de Venezuela de toda dependencia de ese virreinato no obstante lo dispuesto y mandado por mí en la cédula de 20 de agosto del año de 1739, por la cual fui servido de agregar la expresada provincia á ese nuevo virreinato.

En 1776 fue creada la Intendencia de Caracas por la Real Cédula de Intendencia de Ejército y Real Hacienda del 8 de diciembre por el rey Carlos III de Borbón. La Capitanía General de Venezuela, fue creada el 8 de septiembre de 1777, con la emisión de una Cédula Real de Carlos III, quedando integrada por las siguientes provincias: Venezuela, Nueva Andalucía o Cumaná, Maracaibo, Guayana, Margarita y Trinidad, convirtiéndose este acto administrativo en un factor unificador, en lo político, económico y militar, de las hasta entonces separadas provincias.

### 1810
En 1810 al iniciarse el proceso de Independencia, la provincia de Venezuela o provincia de Caracas, formaba parte de la Capitanía General de Venezuela, y comprendía los actuales estados Falcón, Lara, Yaracuy, Cojedes, Portuguesa, Guárico, Carabobo, Aragua, Miranda, La Guaira y el Distrito Capital.

### 1811
Como consecuencia de la promulgación de la Constitución Federal de los Estados de Venezuela, la provincia de Venezuela o provincia de Caracas quedó integrada por las siguientes Municipalidades: Caracas, Valencia, San Sebastián, Villa de Cura, San Carlos, San Felipe, Barquisimeto, Guanare, Calabozo, Carora, Araure, Ospino, El Tocuyo y Nirgua.
El hecho de ser la provincia más extensa territorialmente dentro de los Estados de Venezuela llevó a que se discutiera en el Congreso General de Venezuela el 25 de junio de 1811 su división en dos provincias distintas, acordándose constituir primero la Confederación y luego proceder con la división de la provincia; propuesta que no llegó a concretarse incluso luego de dictar su propia Constitución Federal en 1812.
| |
| Mapa de 1635 con la provincia de Venezuela y la parte occidental de la provincia de Nueva Andalucía. |

|                                            |
| Mapa de la provincia de Venezuela en 1760. |

|                                                                              |
| Provincia de Venezuela (en amarillo) dentro del Virreinato de Nueva Granada. |

|                                                                   |
| Carta del Departamento de Venezuela, con la provincia de Caracas. |

|                                                                                 |
| Mapa de Venezuela en 1810 por Agustín Codazzi, la provincia de Caracas en rosa. |

|                                                                                 |
| Mapa de Venezuela en 1840 por Agustín Codazzi, la provincia de Caracas en rosa. |

|                                                    |
| Mapa detallado de la provincia de Caracas en 1840. |

## Organización eclesiástica
El 6 de agosto de 1511 el papa Julio II creó la Diócesis de Puerto Rico sufragánea de la Archidiócesis de Sevilla. En 1519 su jurisdicción fue ampliada para incluir a todas las Antillas Menores y parte de la costa de Venezuela hasta la desembocadura del río Orinoco, conservando estos territorios hasta 1790, aunque las islas menores se fueron perdiendo a medida que fueron ocupadas por otros países. Su primer obispo, Alonso Manso llegó en 1512.
El 21 de junio de 1531 fue erigida la Diócesis de Coro en la costa de Venezuela. 
El 12 de febrero de 1546 las diócesis de Puerto Rico y de Coro pasaron a ser sufragáneas de la Arquidiócesis de Santo Domingo.
El 20 de junio de 1637 la Diócesis de Coro fue trasladada a Caracas.
El 16 de febrero de 1778 fue creada la Diócesis de Mérida, con territorios hasta entonces incluidos en la de Santa Fe de Bogotá. 
El 20 de mayo de 1790 el papa Pío VI erigió la Diócesis de Santo Tomé de Guayana en la costa venezolana, separándola de la jurisdicción de la diócesis de Puerto Rico.
El 27 de noviembre de 1803 fue erigida la Caracas o Santiago de Venezuela, pasando a ser sus sufragáneas las diócesis de (hasta entonces sufragáneas de Santo Domingo):
- Diócesis de Mérida.
- Diócesis de Santo Tomé de Guayana (hoy Ciudad Bolívar).

## Gobernadores de la provincia de Venezuela
Todos los gobernadores y alcaldes que se tiene registro
A partir de 1777 el gobernador de la provincia de Venezuela es el capitán general de Venezuela (ver Capitanía General de Venezuela).